# The Spirit of Autumn Past
The Spirit of Autumn Past is het tweede muziekalbum van de Britse muziekgroep Mostly Autumn. Het album laat hetzelfde geluid horen als haar voorganger. De albums zijn kennelijk vlak achter elkaar opgenomen. De gitaarsolo aan het slot van hun debuutalbum verzorgt de start van dit album. De samenstelling van de band is gewijzigd, hetgeen bij deze muziekgroep schering en inslag was / is.

## Musici
- Bryan Josh – zang, gitaren; E-Bow
- Heather Findlay – zang, akoestische gitaar; bodhrán; tamboerijn
- Iain Jennings – keyboards; Hammondorgel; zang
- Angela Goldthorpe – dwarsfluit, fluitjes (eerste album met haar als vast lid)
- Liam Davison – gitaren, zang
- Bob Faulds – violen (laatste album met hem)
- Stuart Carver – basgitaar (laatste album)
- Rob McNeil – slagwerk (eerste en laatste album met hem)

Met:
- Troy Donockley – Uilleann pipes (compositie 13) (eerste gastoptreden)
- Marissa Claugh – cello (composities 10 and 13)

## Track listing
1. "Winter Mountain" (B Josh/R Josh) (6:55)
2. "This Great Blue Pearl" (Josh) (5:41)
3. "Pieces of Love" (Josh) (4:15)
4. "Please" (Findlay/Josh/Jennings)(6:10)
5. "Evergreen" (Findlay/Josh) (8:00)
6. "Styhead Tarn" (Josh) (3:32)
7. "Shindig" (Faulds) (3:07)
8. "Blakey Ridge/When Waters Meet" (Josh/Faulds) (2:12)
9. "Underneath the Ice (Troubled Dreams)" (Josh) (3:49)
10. "Through the Window" (Josh) (4:41)
11. "The Spirit of Autumn Past - Part 1" (Jennings) (2:43)
12. "The Spirit of Autumn Past - Part 2" (Findlay/Josh/Jennings)(6:30)
13. "The Gap is too Wide" (Jennings) (11:37)

The Gap is opgedragen aan mevrouw Susan Jennings, de zang wordt verzorgd door hun kennissenkring onder de naar Christchurch Singers.